# Loïc Pietri
Loïc Pietri (Niza, 27 de agosto de 1990) es un deportista francés que compitió en judo.
Ganó tres medallas en el Campeonato Mundial de Judo entre los años 2013 y 2015, y tres medallas en el Campeonato Europeo de Judo entre los años 2013 y 2015.
En los Juegos Europeos de Bakú 2015 consiguió dos medallas, oro por equipo y bronce en la categoría de –81 kg.

## Palmarés internacional
| Campeonato Mundial | Campeonato Mundial      | Campeonato Mundial | Campeonato Mundial |
| Año                | Lugar                   | Medalla            | Categoría          |
| ------------------ | ----------------------- | ------------------ | ------------------ |
| 2013               | Río de Janeiro (Brasil) | Medalla de oro     | –81 kg             |
| 2014               | Cheliábinsk (Rusia)     | Medalla de bronce  | –81 kg             |
| 2015               | Astaná (Kazajistán)     | Medalla de plata   | –81 kg             |
| Juegos Europeos    |                         |                    |                    |
| Año                | Lugar                   | Medalla            | Categoría          |
| 2015               | Bakú (Azerbaiyán)       | Medalla de oro     | Equipo             |
| 2015               | Bakú (Azerbaiyán)       | Medalla de bronce  | –81 kg             |
| Campeonato Europeo |                         |                    |                    |
| Año                | Lugar                   | Medalla            | Categoría          |
| 2013               | Budapest (Hungría)      | Medalla de bronce  | –81 kg             |
| 2014               | Montpellier (Francia)   | Medalla de plata   | –81 kg             |
| 2015               | Bakú (Azerbaiyán)       | Medalla de bronce  | –81 kg             |